# Arondismentul Saint-Laurent-du-Maroni
Arondismentul Saint-Laurent-du-Maroni (în franceză Arrondissement de Saint-Laurent-du-Maroni) este un arondisment din Guyana Franceză, Franța.

## Subdiviziuni

### Cantoane
- Cantonul Mana
- Cantonul Maripasoula
- Cantonul Saint-Laurent-du-Maroni

### Comune
| 1. Apatou (97360)      | 2. Awala-Yalimapo (97361) | 3. Grand-Santi (97357)             | 4. Maná (97306) |
| 5. Maripasoula (97353) | 6. Papaïchton (97362)     | 7. Saint-Laurent-du-Maroni (97311) | 8. Saül (97352) |